# Black Friday (pel·lícula de 2004)
Black Friday és una pel·lícula dramàtica índia de 2004 dirigida per Anurag Kashyap, basada en el llibre sobre els atemptats de Bombai de 1993 Black Friday - The True Story of the Bombai Bomb Blasts. La pel·lícula va influir sobre el director Danny Boyle i Slumdog Millionaire.

## Argument
Rachel McKenzie, una especialista en sistemes de seguretat, s'horroritza en descobrir que la seva filla ha estat segrestada pel cabdill d'una perillosa xarxa de corrupció policial. El rescat que demanen és una prova incriminatòria que és a la caixa de seguretat del banc d'un policia mort. Rachel és qui dissenyà el sistema de seguretat d'aquest banc i és l'única que pot desactivar-lo. Sols ella pot salvar la seva filla, i el temps corre.

## Repartiment
- Kay Kay Menon: Rakesh Maria
- Pavan Malhotra: Tiger Memon
- Aditya Srivastava: Badshah Khan
- Dibyendu Bhattacharya: Yeda Yakub
- Imtiaz Ali: Yakub Memon
- Vijay Maurya: Dawood Ibrahim
- Pratima Kazmi: mare de Badsha
- Aliya Curmally: Shabana Memon
- Gajraj Rao: Dawood Phanse
- Zakir Hussain: Nand Kumar Chougale
- Ragesh Asthana: Mohammad Dossa
- Raj Singh Chaudhary: Mushtaq Tarani
- Aditya Bhattacharya: Sheikh Aziz
- Goutam Maitra: Tainur
- Loveleen Mishra: l'entrevistadora

## Música
1. «Bandeh» – 7:49
2. «Badshah In Jail» – 7:27
3. «Bharam Bhap Ke» – 8:37
4. «Opening / Pre Blast» – 4:48
5. «Bomb Planting» – 3:55
6. «Memon House» – 6:18
7. «RDX» – 3:12
8. «Training» – 3:59
9. «Chase» – 3:31